# Attila Dobos
Attila Dobos (ur. 24 listopada 1978 w Miszkolcu) – węgierski piłkarz grający na pozycji pomocnika.